# کوره تونلی
کورهٔ تونلی یکی از کوره‌های مورد استفاده در شاخه‌های مختلف صنایع سرامیک است. اولین کورهٔ تونلی در سال ۱۷۵۱ توسطی فردی به نام وینسنز ابداع شد و در حال حاضر در صنایع آجر، سفال، مواد دیرگداز و چینی مورد استفاده قرار می‌گیرد. این کوره در گروه کوره‌های پیوسته یا مداوم قرار دارد. در این کوره، محصولات متحرک و آتش ثابت است.

## ساختار کورهٔ تونلی
کورهٔ تونلی یک تونل دراز و باریک است که کف آن ریل‌گذاری شده‌است و محصولات، با عبور از درون آن در معرض حرارت قرار می‌گیرند و پخته یا زینتر می‌شوند. محصولات برای عبور از کورهٔ تونلی می‌بایست بر روی واگن‌های مخصوصی چیده شوند. کورهٔ تونلی شامل سه مرحلهٔ پیش‌گرمایش، پخت و خنک‌کن می‌باشد. در ساده‌ترین نوع کورهٔ تونلی، مشعل‌های موجود در منطقهٔ پخت باعث گرم شدن هوای کوره می‌شود. این هوا با حرکت به سمت ورودی تونل (پیش‌گرمایش) آرام آرام حرارت خود را به واگن‌های این منطقه منتقل می‌کند و در نهایت از دودکش خارج می‌شود. از سوی دیگر هوای تازه از خروجی تونل وارد می‌شود و در مواجهه با واگن‌هایی که مرحلهٔ پخت را پشت سر گذاشته‌اند، آنها را آرام‌آرام خنک می‌کند و دمایش به تدریج افزایش می‌یابد تا به منطقهٔ پخت برسد و اکسیژن لازم برای احتراق مشعل‌های این منطقه را فراهم نماید. البته قسمتی از هوای گرم شده به بیرون از کوره هدایت می‌شود تا در خشک‌کن و بعضاً برای تنظیم دمای هوای سالن تولید مورد استفاده قرار بگیرد. معمولاً ۶۰درصد از طول کوره به منطقهٔ پخت، ۲۰درصد به منطقهٔ پیش‌گرمایش و ۲۰درصد به منطقهٔ خنک‌کن اختصاص دارد. ∗
دمای مناطق مختلف کوره از طریق ترموکوبل و سیستم‌های کنترل اندازه‌گیری و تنظیم می‌شود. همچنین هوای داخل کوره نیز از نظر اکسیدی، احیایی یا خنثی بودن قابل کنترل است.

## مزایای کورهٔ تونلی
استفاده از کورهٔ تونلی در مقایسه با سایر انواع کوره‌ها (کوره‌های سنتی، هوفمن و متناوب) دارای مزایایی است که برخی از آنها را می‌توان بدین شرح برشمرد:
1. کنترل مناسب‌تر دمای کوره و یکنواختی حرارت
2. افزایش کیفیت تولید
3. تشابه کیفی محصولات
4. افزایش سرعت تولید
5. کاهش نیروی انسانی
6. کاهش مصرف انرژی
7. کاهش آثار زیان‌بار زیست‌محیطی

## کاربرد کورهٔ تونلی در صنایع آجر و سفال
کورهٔ تونلی یکی از پیشرفته‌ترین انواع کوره‌است که در صنایع آجر و سفال مورد استفاده قرار می‌گیرد. خشت‌های خام که قبلاً از خشک‌کن تونلی عبور کرده و بیشتر آب خود را از دست داده‌اند، وارد منطقهٔ پیش‌گرمایش می‌شوند و تا ۳۵۰ درجهٔ سانتی‌گراد گرم می‌شوند. خشت‌ها سپس وارد منطقهٔ پخت می‌شوند و با توجه به نوع مواد اولیه، در دمایی بین ۸۰۰ تا ۱۱۰۰ درجه سانتی‌گراد پخته می‌شوند.

## معایب
در تکنولوژی های قدیمی به دلیل استفاده از آجرهای نسوز با تکنولوژی قدیمی امکان خاموش و روشن شدن کوره به سادگی وجود نداشت بطوریکه تنها روشن کردن این نوع کوره مدتی حدود ۲۰ روز به طول می‌انجامید از آنجا که در این نوع کوره بدون خاموش کردن آن
امکان ترمیم دیواره‌های کوره بدون خاموش کردن آن وجود ندارد
و از سوی دیگر در سقفهای قوس به دلیل اتصال زنجیره وار قطعات ممکن است در صورت ریختن قسمتی از آن به صورت زنجیره وار باقی قسمتها نیز سقوط خواهد نمود. این موضوع برای کورهای تونلی با مصالح قدیمی مشکل ساز بود. لیکن امروزه با استفاده از مصالح نسوز جدیدیتر و همچنین تکنیک‌های بروزتر سقف بندی کوره و استفاده از سقفهای مسطح این مشکلات در کوره‌های جدید تونلی کاملاً برطرف شد است.